# 剑川州
剑川州，明朝时设置的州。
洪武十七年（1384年），升剑川县置，治所在今云南省剑川县南，属鹤庆府。二十三年迁至今剑川县。1913年复降为剑川县。